# Верховний правитель Росії
Верховний правитель Росії — посада глави Російської держави, заснована в результаті державного перевороту 18 листопада 1918 року і визнана усіма лідерами Білого руху. Єдиною людиною, яка займала цю посаду, був адмірал Олександр Колчак.

## Передісторія
23 вересня 1918 «Актом про утворення Всеросійської верховної влади» Уфимської Державно наради створено Тимчасовий Всеросійський уряд («Уфімська Директорія») і встановлено, що цей уряд буде «аж до скликання Всеросійських Установчих Зборів … єдиним носієм верховної влади на всьому просторі держави російської». 4 листопада 1918 року сформований виконавчий орган Директорії — Всеросійська Рада міністрів.

## Передача влади
Директорія припинила свою діяльність в результаті подій в ніч з 17 на 18 листопада 1918 року, коли групою військовослужбовців козацьких частин, дислокованих в Омську, були заарештовані голова Директорії Микола Авксентьєв, член Директорії Володимир Зензінов, заступник члена Директорії Андрій Аргунов, а також товариш міністра внутрішніх справ, керівник секретної служби Євгеній Роговський. Всі заарештовані були членами Партії соціалістів-революціонерів (есерів).
Вранці 18 листопада зібрана на екстрене засідання Рада міністрів за участю двох членів Директорії — Петра Вологодського і Володимира Виноградова, обговоривши стан справ, визнала Директорію неіснуючою, оголосила про прийняття на себе всієї повноти верховної влади і прийшла до висновку про необхідність «повного зосередження влади військової та цивільної в руках однієї особи з авторитетним ім'ям в військових і громадських колах». Було прийнято принципове рішення «передати тимчасове здійснення верховної влади одній особі, що спирається на сприяння Ради міністрів, присвоївши такій особі найменування Верховного правителя», після чого було вироблено і прийнято «Положення про тимчасове облаштування державної влади в Росії» (так звана «конституція 18 листопада»), яка встановлювала, зокрема, порядок взаємовідносин верховного правителя і Ради міністрів.
За спогадами Петра Вологодського, титул «Верховний правитель» був прийнятий на нараді Ради міністрів без будь-яких попередніх обговорень і суперечок: «коли перейшли до питання, кого ж обрати диктатором, то вирішили дати йому назву „Верховного Правителя“ і обставити конституційними гарантіями».
Таємним голосуванням членів Радміна на посаду Верховного правителя було обрано військового та морського міністра Олександра Колчака, який одночасно був підвищений у званні до повного адмірала. Колчак подав заяву про своє погодження з вибором та першим же наказом до армій оголосив про прийняття на себе звання Верховного головнокомандувача та визначив основні напрями попередньої роботи в якості Верховного правителя:
|  | Приняв крест этой власти в исключительно трудных условиях Гражданской войны и полного расстройства государственных дел и жизни, объявляю, что я не пойду ни по пути реакции, ни по гибельному пути партийности. Главной целью я ставлю создание боеспособной армии, победу над большевиками и установление законности и порядка. |

## Версії про походження назви посади
Російський історик В. Журавльов, аналізуючи різні підходи до питання про походження титулу «Верховний Правитель», прийнятого адміралом О. Колчаком, прийшов до висновку, що однозначної відповіді на це питання в дослідницькій літературі не існує, «причому саме неясність його генези становить основне ускладнення на шляху інтерпретації його ідеологічного навантаження».
Деякі дослідники (В. Цвєтков, А. Зубов) висловлювали думку, що поняття «Верховний Правитель» було не новацією, а категорією Основних законів Російської імперії.
Історик В. Цвєтков звернув увагу на те, що за статтями 41, 42 та 43 Основних законів Російської імперії неповнолітньому спадкоємцеві на випадок вступу на престол передбачалося призначити Правителя і Опікуна, «в одній особі сукупно» або «в двох особах окремо». Після акту неприйняття Престолу Михайлом Олександровичем носієм тимчасової верховної влади виявився Тимчасовий уряд, а оскільки Уфимська Державна Нарада заявила про своє правонаступництво від Тимчасового уряду, то, згідно принципам фактичного правонаступництва, Колчак отримав статус «Правителя» від всеросійської влади, вираженої Радою міністрів Тимчасового Всеросійського уряду. Таким чином Колчак номінально ставав регентом — правителем держави при вакантному престолі, до тих пір, поки новообрані Установчі Збори не вирішить проблему форми правління і не вручить владу обраній особі чи органу. Титул «Верховний Правитель», на думку Цвєткова, правильніше ототожнювати з Престолоблюстителем, а не з особою, «яка обіймала» престол. Схожий статус мала і посада «Тимчасового Президента» в розробленому напередодні скликання Всеросійських Установчих зборів восени 1917 року «Положенні про Тимчасового Президента» (законопроекті «Про організацію тимчасової виконавчої влади при Установчих Зборах…»), в завдання якого входили б вироблення внутрішньо- і зовнішньополітичної політики і захист державного суверенітету до остаточного затвердження основ політичної системи російської конституанти.
Про це писав у своїх спогадах генерал-лейтенант Дмитро Філатов:
|  | 18 ноября в Омске, хотя и в малоудачной процессуальной форме, свершилось то, что по логике государственного разума должно было свершиться в Петрограде после отречения Великого Князя Михаила Александровича. Будь Государственной Думой избран тогда же Верховный Правитель как несменяемый до [Учредительного Собрания носитель власти, Россия не скатилась бы в пропасть. |

Показово, як сам Колчак оцінював свій новий статус Верховного Правителя. В листі до своєї дружини в Парижі С. Колчак від 15 жовтня 1919 року, він писав:
|  | Мне странно читать в твоих письмах, что ты спрашиваешь меня о представительстве и каком-то положении своём как жены Верховного Правителя… Я не являюсь ни с какой стороны представителем наследственной или выборной власти. Я смотрю на своё звание как на должность чисто служебного характера. |

## Коло повноважень
Повноваження Верховного правителя багато в чому копіювали російське дореволюційне законодавство. За статтею 47-ю Зводу основних законів «Правителя Держави доповнювала Рада Уряду; і як Правитель без Ради, так і Рада без Правителя існувати не можуть». За статтею 48-ю, членів Ради призначав сам імператор. До компетенції Ради належали «всі без винятків справи, що підлягають вирішенню самого Імператора і всі ті, які як до Нього, так і до Ради Його надходять» (за статтею 50-ю — всі справи, що стосуються напрямів внутрішньої і зовнішньої політики). За статтею 51-ю «Правитель має вирішальний голос» при обговоренні всіх питань.
За «Конституцією 18 листопада 1918 року» законодавча влада та ініціатива здійснювалися Верховним правителем і Радою міністрів «сукупно». Рада міністрів мала проводити попередні обговорення всіх законів, і без її санкції не міг вступити в силу жоден закон. При цьому Верховний правитель мав право «абсолютного вето». У разі відмови Верховного правителя від звання, довготривалої відсутності або «тяжкої хвороби» його функції виконував Рада міністрів (en corpore).

## Символіка Верховного правителя
9 травня 1919 Російський уряд затвердив символіку Верховного правителя — прапор і брейд-вимпел з двоголовим орлом, але без знаків «царської» влади:38

## Припинення повноважень

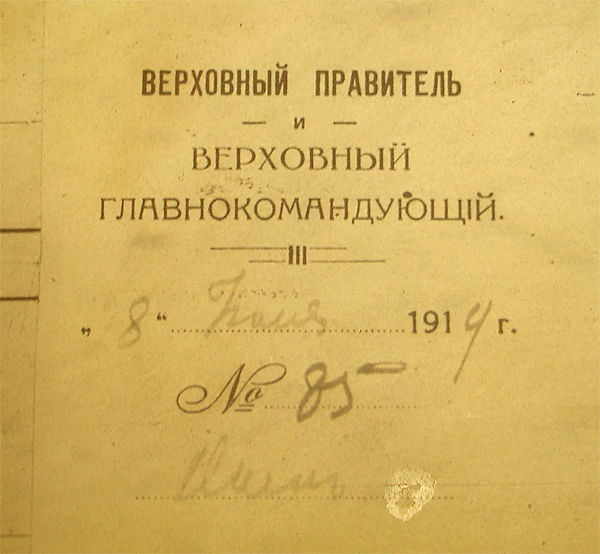
Кутовий бланк офіційних листів Верховного Правителя і Верховного Головнокомандувача адмірала О. Колчака

24 червня 1919 року заступником Верховного Головнокомандувача з метою «забезпечення безперервності і наступності верховного командування» був призначений головнокомандувач Збройними силами Півдня Росії генерал-лейтенант Антон Денікін.
На початку грудня 1919 року О. Колчак підняв перед своїм урядом питання про «зречення на користь Денікіна». 22 грудня Рада міністрів Російського уряду прийняла таке рішення: «З метою забезпечення безперервності і спадкоємства всеросійської влади Рада міністрів ухвалила: покласти обов'язки Верховного Правителя на випадок тяжкої хвороби або смерті Верховного Правителя, а також на випадок відмови його від звання Верховного Правителя або довготривалого його відсутності на Головнокомандувача Збройними силами на Півдні Росії генерал-лейтенанта Денікіна».
4 січня 1920 року О. Колчак видав в Нижнєудинську указ, за яким «з огляду на вирішення… питання про передачу верховної всеросійської влади Головнокомандувачу Збройними силами Півдня Росії генерал-лейтенанту Денікіну, аж до одержання його вказівок, з метою збереження на нашій Російської Східній Окраїні оплоту державності на засадах нерозривної єдності з усією Росією» надавав «всю повноту військової і цивільної влади на всій території Російської Східної Окраїни, об'єднаної російською верховною владою», генерал-лейтенанту Г. Семенову.
Як свідчить у своїх мемуарах сам Денікін, в умовах важких поразок Збройних сил Півдня Росії і політичної кризи він вважав абсолютно неприйнятним «прийняття відповідного найменування і функцій» і відмовився від прийняття титулу Верховного правителя, мотивуючи своє рішення «відсутністю офіційних відомостей про події на Сході».
4 квітня 1920 року Денікін під тиском генералітету був змушений передати посаду Головнокомандувача ЗСПР (незабаром після цього перетворених в Російську армію генерал-лейтенанту барону Петру Врангелю і в той же день відбув до Великої Британії. Врангель прийняв призначення і видав наказ про вступ на посаду. 6 квітня Урядовий сенат в Ялті видав указ, в якому заявив, що «новому народному вождю» відтепер «належить вся повнота влади, військової і цивільної, без всяких обмежень». 11 квітня Петро Врангель прийняв титул «Правителя і Головнокомандувача Збройними силами на Півдні Росії».
Влітку 1920 року О. Гучков звернувся до Денікіна з проханням «довершити патріотичний подвиг і особливим урочистим актом наділити барона Врангеля … спадковою всеросійською владою», однак той відмовився підписати такий документ.
Незабаром після евакуації білих з Криму 5 квітня 1921 року в Константинополі була створена Російська рада при головнокомандувачу Російською армією під головуванням Петра Врангеля, на думку його творців, як прообраз російського уряду у вигнанні. Однак, їй не вдалося домогтися визнання його в такій якості ні іноземними урядами, ні навіть іншими емігрантськими угрупованнями. У підсумку, 20 вересня 1922 року Російська рада припинила свою діяльність.
1 вересня 1924 року розпорядженням генерала Врангеля на базі структур Російської армії був створений Російський загальновійськовий союз — політична організація, яка не претендувала на публічно-правові функції. На цьому дана лінія російської публічної влади завершується.